# Dictyonota
Dictyonota is een geslacht van wantsen uit de familie netwantsen (Tingidae). Het geslacht werd voor het eerst wetenschappelijk beschreven door Curtis in 1827 .

## Soorten
Het genus bevat de volgende soorten:

- Dictyonota albipennis Baerensprung, 1858
- Dictyonota astragali Stusak & Önder, 1982
- Dictyonota atlantica Pericart, 1981
- Dictyonota atraphaxius Golub, 1975
- Dictyonota bishareenica (Linnavuori, 1965)
- Dictyonota coriacea Asanova, 1970
- Dictyonota dlabolai Hoberlandt, 1974
- Dictyonota ephedrae (Kerzhner, 1964)
- Dictyonota fuliginosa Costa, 1855
- Dictyonota gobica Golub, 1975
- Dictyonota gracilicornis Puton, 1874
- Dictyonota guentheri (Wagner, 1967)
- Dictyonota halimodendri Golub, 1975
- Dictyonota hispanica (Gomez-Menor, 1955)
- Dictyonota horvathi (Kiritshenko, 1914)
- Dictyonota josifovi (Seidenstücker, 1968)
- Dictyonota kerzhneri Golub, 1975
- Dictyonota koreana Lee, 1967
- Dictyonota lepida (Horváth, 1905)
- Dictyonota marmorea Baerensprung, 1858
- Dictyonota michaili Gunther, 2008
- Dictyonota mitoris Drake and Hsiung, 1936
- Dictyonota nevadensis Gomez-Menor, 1955
- Dictyonota nigricosta Kerzhner & Josifov, 1966
- Dictyonota oblita Pericart, 1981
- Dictyonota opaca Linnavuori, 1965
- Dictyonota pakistana Drake and Maldonado, 1959
- Dictyonota pardoi Ribes, 1975
- Dictyonota petrifracta Golub & Popov, 2000
- Dictyonota phoenicea Seidenstücker, 1963
- Dictyonota pulchella Costa, 1863
- Dictyonota pulchricornis Kerzhner & Josifov, 1966
- Dictyonota rectipilis Asanova, 1970
- Dictyonota reuteri Horváth, 1906
- Dictyonota salsolae Golub, 1975
- Dictyonota sareptana Jakovlev, 1876
- Dictyonota strichnocera Fieber, 1844
- Dictyonota teydensis Lindberg, 1936
- Dictyonota xilingola Jing, 1980